# Patrick Yazbek
Patrick Yazbek, né le 5 avril 2002 à Liverpool en Australie, est un footballeur international australien qui évolue au poste de milieu central au Nashville SC.

## Biographie

### En club
Né à Liverpool en Australie, Patrick Yazbek joue pour le Sydney Olympic et le Western Sydney avant de rejoindre à l'âge de 15 ans l'académie du Sydney FC. 
Il joue son premier match en équipe première le 12 décembre 2021, à l'occasion d'une rencontre de championnat face au Central Coast Mariners. Il entre en jeu à la place de Bobô et son équipe s'incline par deux buts à zéro.
Le 2 février 2023, Patrick Yazbek rejoint la Norvège afin de s'engager en faveur du Viking FK,.
Yazbek inscrit son premier but pour le Viking FK le 15 avril 2023, lors d'une rencontre de championnat face au Lillestrøm SK. Il est titulaire et participe à la victoire de son équipe (2-0 score final).

### En sélection
Patrick Yazbek représente l'équipe d'Australie des moins de 23 ans à partir de 2021. Il est notamment retenu avec cette sélection pour participer au coupe d'Asie des moins de 23 ans en 2023. Il joue six matchs dans cette compétition où son équipe se hisse jusqu'en demi-finale, battue par l'équipe d'Arabie saoudite (0-2 score final). L'Australie perd ensuite le match pour la troisième place face au Japon (3-0 score final),